# Cikura
Cikura is een bestuurslaag in het regentschap Tegal van de provincie Midden-Java, Indonesië. Cikura telt 3730 inwoners (volkstelling 2010).